# Alsleben
För andra betydelser, se Alsleben (olika betydelser).
Alsleben (Saale) är en tysk småstad i distriktet Salzlandkreis i förbundslandet Sachsen-Anhalt. Den ligger öster om bergstrakten Harz vid västra sidan av floden Saale. Staden hade under 1800-talet och 1900-talet större betydelse för fartygstrafiken på floden. Tidvis hade över 600 fartyg sin hemmahamn i Alsleben och staden fick därför smeknamnet Klein-Hamburg.
Staden ingår i förvaltningsgemenskapen Saale-Wipper tillsammans med kommunerna Giersleben, Güsten, Ilberstedt och Plötzkau.

## Historia
Orten nämns 973 för första gången i en urkund som undertecknades av kejsare Otto II. Under markgreve Gero I av Ostmark grundades ett nunnekloster till Benediktinorden i samhället. Enligt krönikan Annalista Saxo förstördes klostret 1104 i en brand. Det är inte känt när Alsleben fick stadsrättigheter. Ett dokument som betecknar orten som stad finns från 1438. 1666 drabbades staden av en omfattande eldsvåda. En längre tid hade adelsätten Krosigk stort inflytande i staden. De byggde 1548 ett nytt rådhus och 1698 ett slott. Det nuvarande rådhuset i rött tegel byggdes 1879/1880.
Samtidig under 1800-talet ökade fartygstrafiken. 1908 inrättades en mindre järnvägslinje till Bebitz (ingår idag i staden Könnern). Järnvägslinjen användes fram till 1966 (persontåg) respektive 1994 (godståg).

## Sevärdheter
- Marknadstorget med rådhuset
- Stadskyrkan St. Cäcilie
- Rester av ringmuren samt en bevarad stadsport (Saaletor)

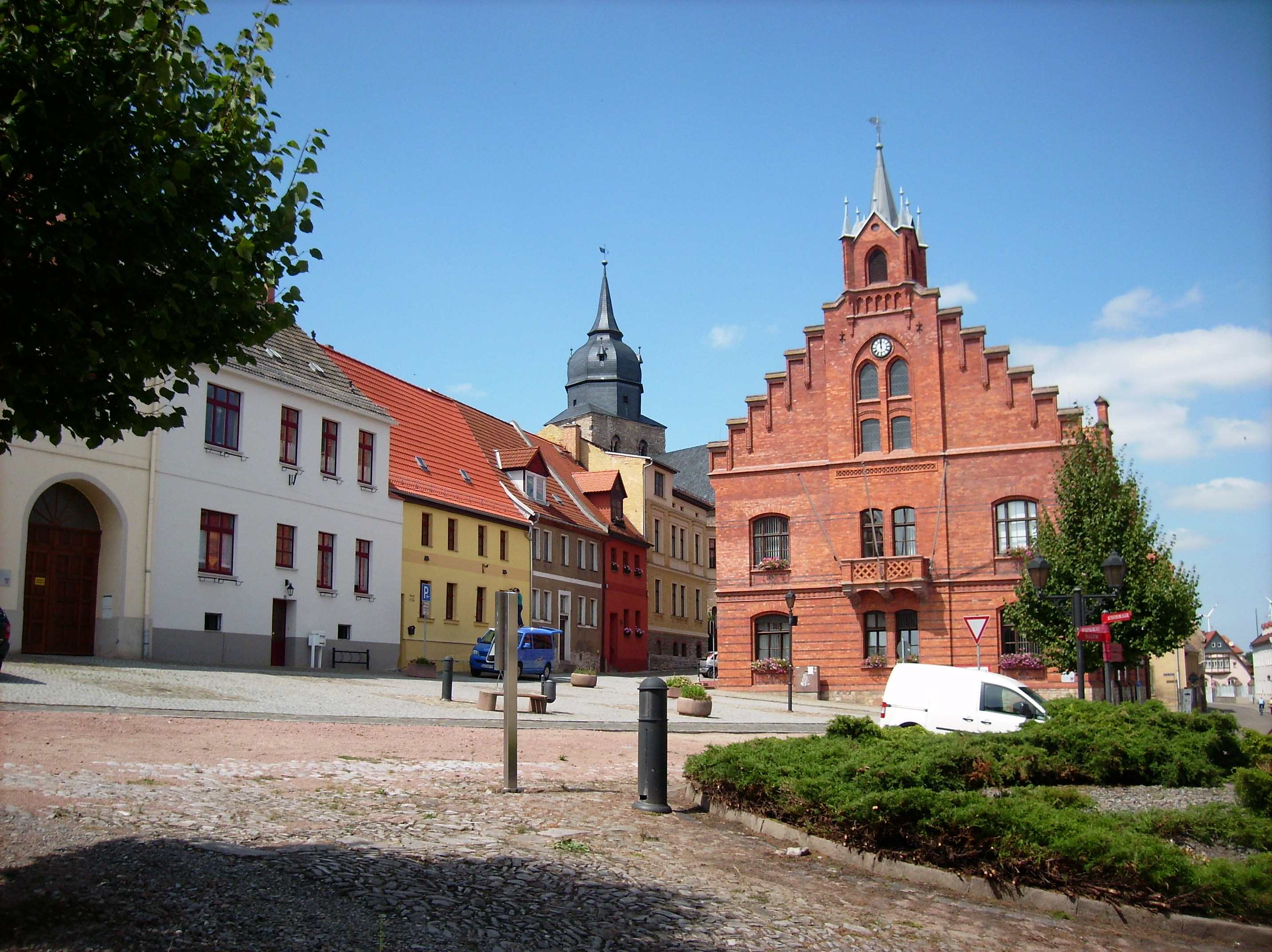
Marknadstorget med rådhuset och stadskyrkan i bakgrunden
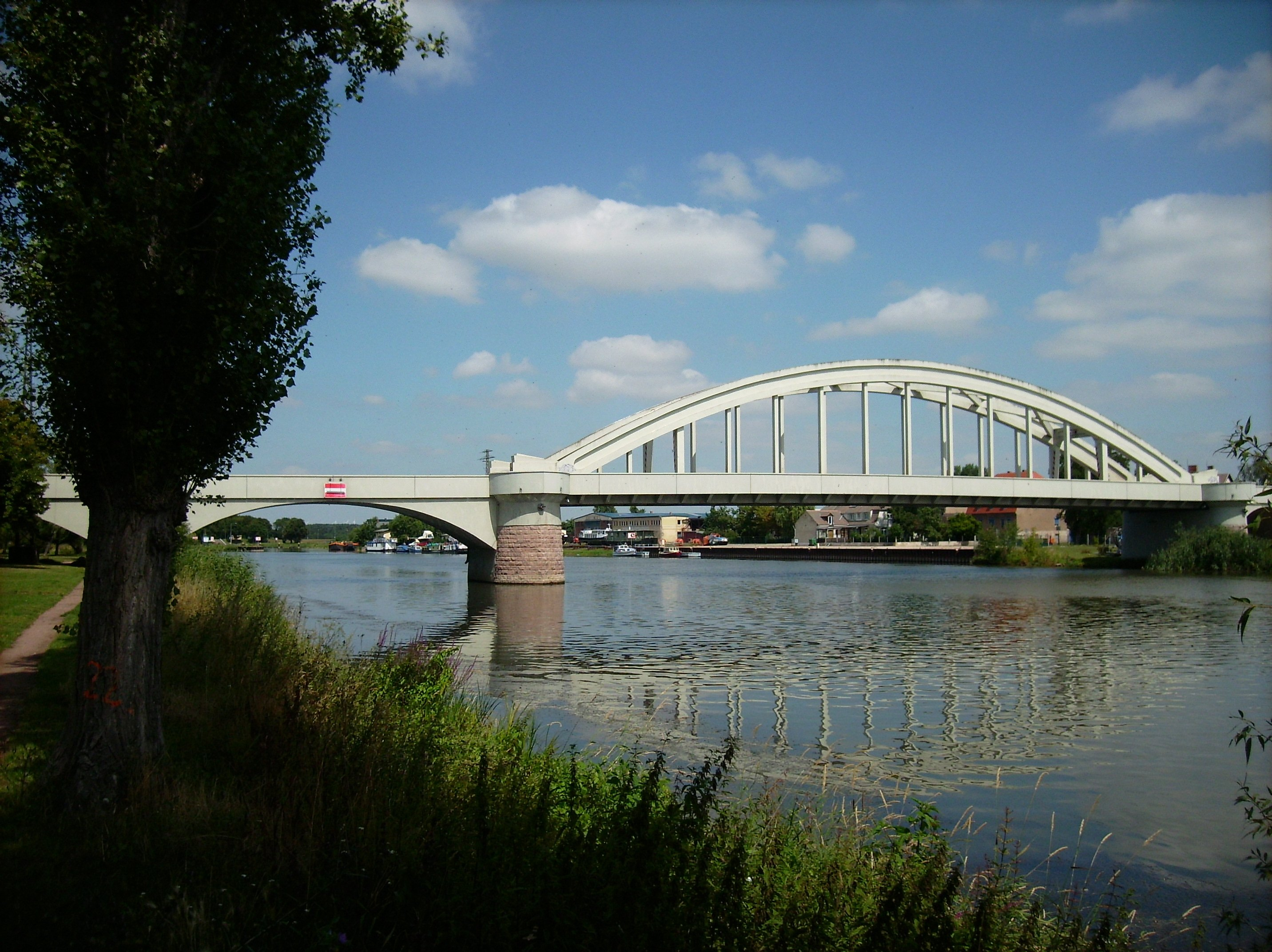
Bro över floden Saale
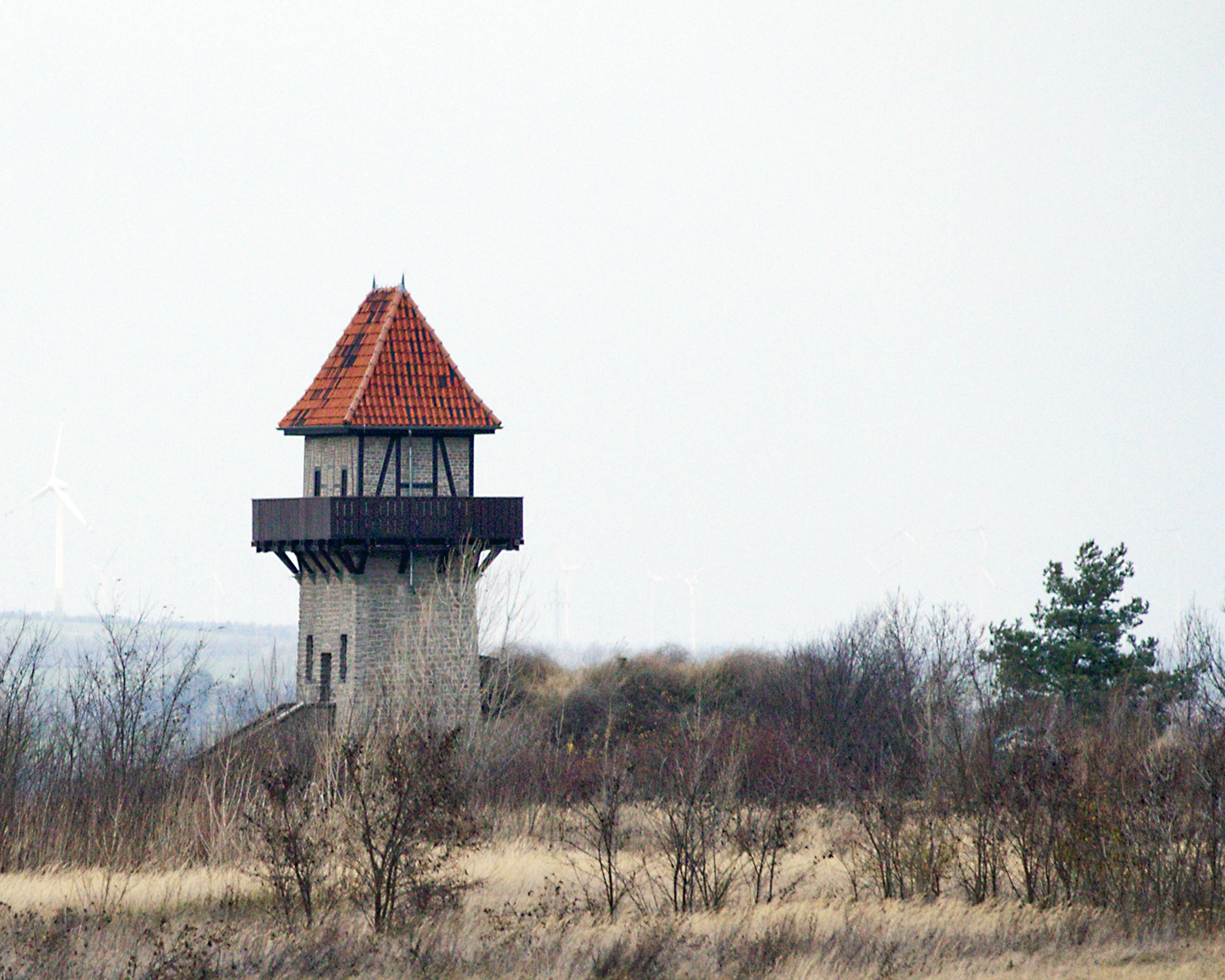
Vattentorn med utsiktsplats
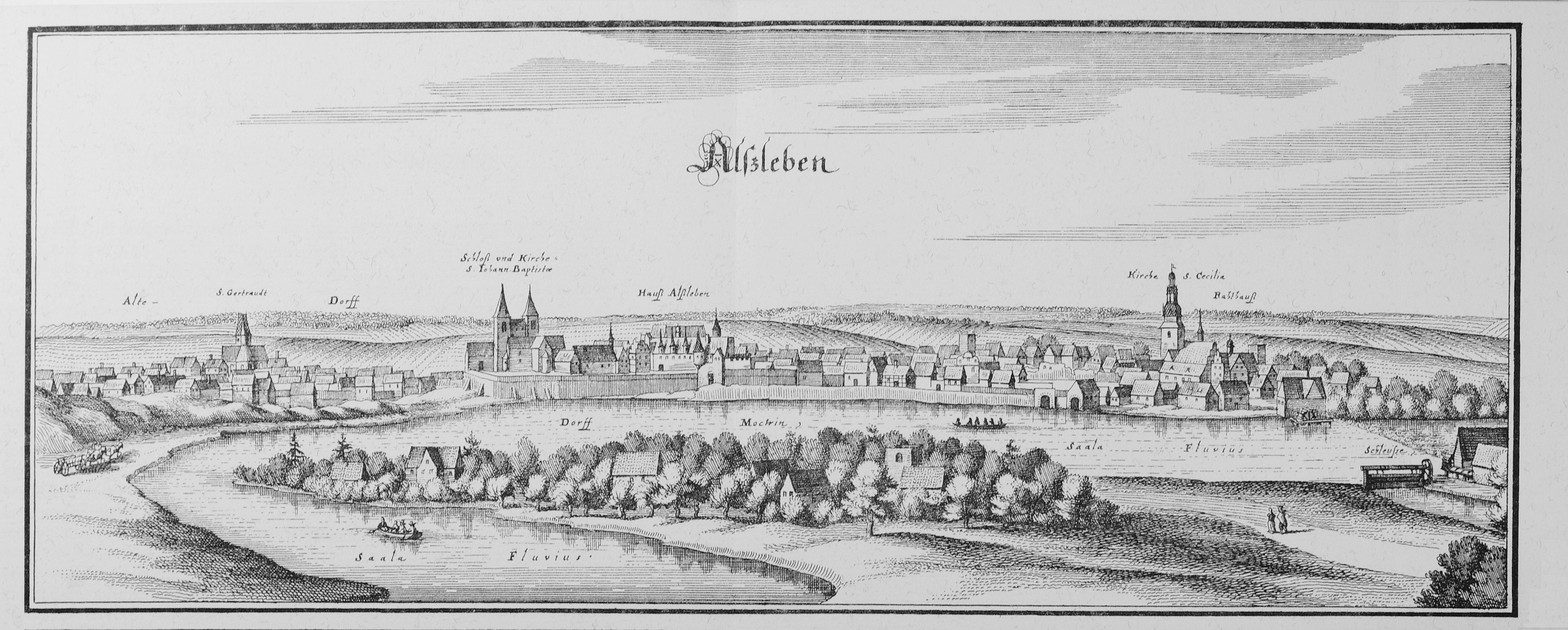
Kopparstick av Matthäus Merian den äldre som visar Alsleben 1653